# Ubud
Ubud je město na indonéském ostrově Bali v distriktu Ubud, které se nachází mezi rýžovými poli a strmými roklemi v centrálním podhůří regentství Gianyar. Je propagováno jako umělecké a kulturní centrum a rozvinul se zde rozsáhlý turistický průmysl. Tvoří severní část metropolitní oblasti Velkého Denpasaru (které se nazývá Sarbagita).
Ubud, často mylně považovaný za malé město, je správní distrikt (kecamatan) se 74 800 obyvateli (podle sčítání lidu v roce 2020) na rozloze 42,38 km2. Centrální oblast Ubudu (desa) má 11 971 obyvatel a rozlohu 6,76 km2. Město každoročně ji navštíví více než 3 miliony zahraničních turistů. Okolí města tvoří malé farmy, rýžová políčka, agrolesnické plantáže a turistická ubytování. V roce 2018 navštívilo Ubud více turistů než Denpasar na jihu.

## Historie
Legenda z osmého století vypráví o jávském knězi Rsi Markendyovi, který meditoval na soutoku dvou řek (pro hinduisty příznivé místo) v lokalitě Campuhan v Ubudu. Zde na dně údolí založil chrám Gunung Lebah, který je do současnosti cílem poutníků.
Město bylo původně důležité jako zdroj léčivých bylin a rostlin – název Ubud pochází z balijského slova ubad (lék).
Koncem 19. století se Ubud stal sídlem feudálů, kteří byli věrni králi Gianyaru, svého času nejmocnějšího státu na jihu Bali. Páni patřili k balijské kastě kšatrijů Suků a byli významnými podporovateli stále proslulejší místní umělecké scény.
Od 20. let 20. století je toto místo známé také jako rezidence evropských a amerických umělců. Od roku 1927 žil v Ubudu hudebník a malíř Walter Spies a občas zde pobývala jako jeho host hudebnice a spisovatelka Vicky Baumová, která v Ubudu napsala svůj slavný román Liebe und Tod auf Bali (Láska a smrt na Bali). Dalším známým umělcem byl nizozemský malíř Rudolf Bonnet. Obrazy Bonneta a Spiese jsou vystaveny v Ubudu v muzeích Agung Rai a Puri Lukisan.
Další zahraniční umělec Han Snel byl nizozemský voják, který po vojenské službě objevil Ubud a postavil si ateliér se svou novou ženou Siti. Jeho malba zaujala jak cizince, tak Balijce svou živou syntézou obou kultur. V Ubudu žil také od roku 1952 až do své smrti v roce 1999 španělsko-americký umělec Antonio Blanco.
Nový příliv tvůrčí energie nastal v 60. letech po příchodu nizozemského malíře Arieho Smita (nar. 1916) a rozvoji Hnutí mladých umělců.
Díky turistickému boomu na Bali od konce 60. let 20. století došlo k velkému rozvoji města, které však zůstává centrem umění.
V roce 2002 způsobily teroristické útoky pokles turistického ruchu na celém Bali včetně Ubudu. V reakci na to vznikl spisovatelský festival Ubud Writers and Readers Festival, který měl pomoci oživit cestovní ruch, hlavní ekonomický zdroj ostrova.

## Ulice
Hlavní ulicí je Jalan Raya Ubud (Jalan Raya znamená hlavní silnice), která vede středem města ve směru východ–západ. Jižně od Jalan Raya Ubud se táhnou dvě dlouhé silnice, Jalan Monkey Forest a Jalan Hanoman.

## Budovy
Puri Saren Agung je velký palác nacházející se na křižovatce silnic Monkey Forest a Raya Ubud. Sídlo Tjokorda Gede Agung Sukawatiho (1910–1978), posledního vládnoucího panovníka Ubudu, je stále ve vlastnictví královské rodiny. Na jejím nádvoří se konají taneční představení a obřady. Palác byl také jedním z prvních hotelů v Ubudu, který otevřel již ve 30. letech 20. století.
Nachází se zde řada hinduistických chrámů, například Pura Desa Ubud, což je hlavní chrám, Pura Taman Saraswati a Pura Dalem Agung Padangtegal, chrám smrti. V chrámu Gunung Kawi se nacházejí královské hrobky. Goa Gajah, známá také jako Sloní jeskyně, se nachází ve strmém údolí kousek od Ubudu poblíž města Bedulu.
Měsíc z Pejengu v nedalekém Pejengu je největší bronzový buben odlitý z jednoho kusu na světě a pochází z doby kolem roku 300 před naším letopočtem. Je oblíbeným cílem turistů, kteří se zajímají o místní kulturu.

## Doprava
Stejně jako v jiných turisticky oblíbených městech na Bali ani v Ubudu není povoleno objednat si taxi s taxametrem ani službu sdílené jízdy. Místo toho je nutné si taxi a cenu vyjednat s členem místního taxikářského sdružení. Tento ochranářský systém zajišťuje, že řidič je z místní oblasti, a také udržuje ceny jízdného nadsazené až na desetinásobek cen dostupných jinde.

## Ekonomika
Ekonomika Ubudu je do značné míry závislá na cestovním ruchu, který se zaměřuje na nakupování, letoviska, muzea, jógu a zoologické zahrady. V Ubudu se klade velký důraz na udržitelnou ekonomiku, pokud jde o maloobchod, přičemž mnoho značek z Bali upřednostňuje materiály a přísady, které nemají velký odpad pro životní prostředí. Ubud má poměrně jedinečnou nabídku maloobchodních prodejen, od vybavení pro domácnost a bydlení až po značky tropického oblečení, které se ukázaly jako atraktivní pro turisty z celého světa.
Jednou z iniciativ, které pomohly Ubudu jako oblíbené turistické destinaci, je Ubud Food Festival (UFF). Tento festival, který se koná vždy v dubnu za necelý týden, sdružuje restauratéry a restaurace v Ubudu, aby vytvořili speciální menu nebo konkrétní propagační akce, které v jiných měsících nemusí být k dispozici.
Na rozdíl od turistické oblasti na jihu Bali je oblast Ubudu méně hustě osídlena místními obyvateli. Turistů je zde mnohem více než místních obyvatel – v roce 2017 přijelo do regentství Gianyar 3 842 663 turistů, z nichž jen opičí les v Ubudu navštívilo 1,3 milionu.

## Kultura
Ve městě a okolí se nachází řada uměleckých muzeí, například Muzeum Blanco Renaissance, Muzeum Puri Lukisan, Muzeum umění Neka a Muzeum umění Agung Rai. Nedaleko se nachází muzeum Rudana v Peliatanu. V Ubudu je také mnoho galerií propagujících místní i zahraniční řemesla. Některá z nich často pořádají výstavy zaměřené na rozvoj dialogu mezi místními i zahraničními umělci a méně na prodej uměleckých děl. Jedním z hlavních příkladů je BIASA ArtSpace, kterou založila nadšenkyně do umění a módní návrhářka Susanna Perini.
Tek Tok je tradiční balijský tanec, který je doprovázen hudebním ústním projevem „tek tok“ společně s různými kombinacemi pohybů těla a dalších zvuků. Příběh Draupádí Parvy vyprávěný v tanci tek tok vypráví morální poselství, že když je žena, která ztělesňuje hodnoty trpělivosti, obětavosti, soucitu, oddanosti a svaté upřímnosti, znevážena, pak království nebo stát postihnou katastrofy a neštěstí. Tento příběh také přináší poselství, že pravda, ctnost, oddanost a upřímný soucit budou vždy chráněny Bohem. Taneční představení tek tok se koná pravidelně čtyřikrát týdně v Bali Culture Center (BCC) v Ubudu. Každoročně se koná Festival spisovatelů a čtenářů v Ubudu (UWRF), kterého se účastní spisovatelé a čtenáři z celého světa.

## Podnebí
V Ubudu je klima tropického deštného lesa (Af).

## Místní správa
Distrikt Ubud se skládá z následujících vesnic (desa): Kedewatan, Sayan, Singakerta, Peliatan, Mas, Lodtunduh, Petulu a samotný Ubud.

## Příroda
Mandala Suci Wenara Wana je turistům známé jako Opičí les v Ubudu. V areálu je aktivní chrám a nachází se poblíž jižního konce ulice Jalan Monkey Forest. V této chráněné oblasti se nachází chrám Pura Dalem Agung Padangtegal a k červnu 2017 zde žilo přibližně 750 makaků jávských.
Hřeben Campuhan je kopec v nedalekém Campuhanu, odkud je vidět soutok dvou řek, Tukad Yeh Wos Kiwa a Tukad Yeh Wos Tengen. Asi dva kilometry na vrchol kopce, který je oblíbeným místem pro pozorování západu slunce, vede metr široká cesta z dlážděných kostek.